# Global Environmental Change
Global Environmental Change (Human and Policy Dimensions) ist eine begutachtete wissenschaftliche Fachzeitschrift, die seit 1990 von Elsevier herausgegeben wird.
Die Zeitschrift veröffentlicht umweltwissenschaftliche Arbeiten zum Wandel der Umwelt, die zusätzlich eine sozialwissenschaftliche Komponente aufweisen. Themen umfassen unter anderem Einflussfaktoren, Folgen und Management von Wandlungsprozessen in den Bereichen Biodiversität, Ökosysteme, Klima, Nahrungsketten sowie die Nutzung von Ressourcen wie Land, Wasser, Ozeanen und urbane Bereiche.
Der Impact Factor lag im Jahr 2016 bei 6.327, der fünfjährige Impact Factor bei 7,987. Damit lag das Journal beim Impact Factor auf Rang 9 von insgesamt 229 im Bereich „Umweltwissenschaften“ gelisteten wissenschaftlichen Zeitschriften.